# Umbulsari (Umbulsari)
Umbulsari is een bestuurslaag in het regentschap Jember van de provincie Oost-Java, Indonesië. Umbulsari telt 7698 inwoners (volkstelling 2010).